# TVA Live
TVA Live (fulde navn: TV Avisen Live) er DR's licensfinansierede nyhedskanal med livesending 24 timer i døgnet. Kanalen havde premiere den 6. september 2023 og er udvidelse af DR's nyhedsudsendelse TV Avisen.
Kanalen kan tilgås på DR's digitale platforme, men også som flow-kanal. Den bringer nyhedsopdateringer fra både ind- og udland, og analyser og perspektiver på nyheder.

## Værtshold
- Klaus Bundgård Povlsen
- Kåre Quist
- Erkan Özden
- Nina Munch-Perrin
- Johannes Langkilde
- Kim Bildsøe Lassen
- Maria Yde
- Maja Rosager
- Anne-Dorte Rosgaard
- Mette Hybel
- Jacob Rosenkrands
- Ulla Essendrop
- Lillian Gjerulf Kretz